# Українська аграрна конфедерація
Українська аграрна конфедерація (УАК) — об'єднання професійних організацій у галузі агропромислового комплексу, виробників, переробників та сервісні служби аграрного сектору. Створена у грудні 2002.

## Члени
Конфедерація об'єднує близько 100 колективних членів — найбільших професійних об'єднань, підприємницьких та консалтингових структур АПК, страхового, банківського сектору, а також сфери ресурсного забезпечення аграрного виробництва. Серед них:
- Українська зернова асоціація,
- Спілка молочних підприємств України,
- Асоціація «Укроліяпром»,
- Асоціація фермерів та приватних землевласників та інші.

Місцеві осередки конфедерації створені у більшості областей України. УАК висловлює інтереси понад 50 тисяч суб'єктів господарювання, а це більш ніж 1 млн працівників.

## Органи
- з'їзд — вищий керівний органом
- рада та президія — колегіальні органи управління
- генеральна дирекція — виконавчий органом

## Ключові особи
Президентом конфедерації обраний Леонід Козаченко.